# Oliver Cheatham
Oliver Cheatham (24 de febrero de 1948 – 29 de noviembre de 2013) fue un cantante estadounidense de R&B, recordado principalmente por su éxito de 1983 "Get Down Saturday Night". La canción además fue versionada en el sencillo de 2003 "Make Luv" por el DJ italiano Junior Jack, el cual alcanzó la primera posición en las listas de éxitos del Reino Unido.

## Discografía

### Sencillos en las listas
| Año  | Sencillo                                        | Posición en las listas | Posición en las listas |
| Año  | Sencillo                                        | EE. UU. R&B            | Reino Unido            |
| ---- | ----------------------------------------------- | ---------------------- | ---------------------- |
| 1983 | "Get Down Saturday Night"                       | 37                     | 38                     |
| 1986 | "S.O.S."                                        | 35                     | -                      |
| 1987 | "Celebrate (Our Love)"                          | 87                     | -                      |
| 1990 | "Turn Out The Lights" con Jocelyn Brown         | 70                     | -                      |
| 2003 | "Make Luv" Junior Jack con Oliver Cheatham      | -                      | 1                      |
| 2003 | "Music and You" Junior Jack con Oliver Cheatham | -                      | 38                     |

### Álbumes
- 1982 The Boss
- 1983 Saturday Night (#52 EE. UU. Black Albums)
- 1987 Go for It
- 1994 Stand for Love
- 1995 So Sentational
- 2003 Stand for Love